# FN's Sikkerhedsråds resolution 478
FN's Sikkerhedsråds resolution 478, der blev vedtaget den 20. august 1980, er en af flere FN-resolutioner (to resolutioner af FN's Generalforsamling efterfulgt af syv resolutioner fra FN's Sikkerhedsråd), der fordømmer Israels forsøg på annektere Østjerusalem. Sikkerhedsrådets resolution 478 bemærker, at Israel ikke har overholdt FN's Sikkerhedsråds resolution 476, ligesom resolutionen fordømmer Israels Jerusalem-lov fra 1980, der erklærede Jerusalem for at være Israels "komplette og forenede" hovedstad. Resolutionen tilkendegiver, at Sikkerhedsrådet ikke anerkender denne lov, og opfordrer de øvrige medlemsstater til at acceptere Sikkerhedsrådets afgørelse. Resolutionen opfordrer også medlemsstaterne til at trække deres diplomatiske delegation (ambassader) ud af Jerusalem.
Resolutionen blev vedtaget med 14 stemmer for og ingen imod, mens USA undlod at stemme.

## Modtagelse og kritik
Israel afviste kategorisk beslutningen og landets udenrigsministerium meddelte "Det vil ikke underminere Jerusalems status som hovedstad i et suverænt Israel og som en forenet by, der aldrig mere vil blive revet i stykker".
I en bemærkning til Sikkerhedsrådet sagde den daværende amerikanske udenrigsminister Edmund Muskie: "Spørgsmålet om Jerusalem skal behandles i forbindelse med forhandlinger om en omfattende, retfærdig og varig fred i Mellemøsten."
I forhold til det afsnit i udkastet, der opfordrede andre medlemsstater til at trække deres ambassader ud af Jerusalem sagde den amerikanske udenrigsminister, at denne beslutning var "grundlæggende mangelfuld". Endvidere sagde han, at USA mente, at denne instruktionen var "ikke bindende" og "uden magt", og at "vi afviser det som et forstyrrende forsøg på at diktere over andre nationer." Han sagde også, at USA kraftigt ville modstå ethvert forsøg på at pålægge Israel sanktioner i henhold til kapitel VII i FN-pagten.
Professor og forfatter Shlomo Slonim har efterfølgende påpeget, at – til trods for den kraftfulde tone – var Muskies erklæring ikke repræsentativ for den amerikanske holdning til Jerusalem. Den henviste hverken til Jerusalem som et besat område, men den anfægtede heller ikke en sådan status. Slonim bemærkede endvidere, at USA's politik vedrørende Jerusalem i slutningen af 1980 fortsat var præget af en betydelig grad af tvetydighed og forvirring.
To af punkterne i resolutionen vedrørte Jerusalemloven og overtrædelser af Genève-konventionen, der betragtes som alvorlige overtrædelser af folkeretten. "The Repertory of Practice of United Nations Organs" er en juridisk publikation, der analyserer og registrerer FN's organers beslutninger. Heri fastslås det, at afgørelserne blev vedtaget af Sikkerhedsrådet på vegne af medlemmerne i henhold til artikel 24. Selvom resolutionen således ikke blev vedtaget i henhold til kapitel VII i FN-pagten, anser denne organisation derfor beslutningerne vedrørende ulovligheder og overtrædelser for at være bindende for alle dets medlemmer. "The Repertory" påpeger således at: "Spørgsmålet om, hvorvidt artikel 24 giver generelle beføjelser til Sikkerhedsrådet, ophørte med at være genstand for diskussion efter den rådgivende udtalelse fra Den Internationale Domstol, der blev fremsat den 21. juni 1971 i forbindelse med spørgsmålet om Namibia (ICJ Reports, 1971, side 16)." Andre har argumenteret for, at resolutionen har status af en ikke-bindende anbefaling, idet den netop ikke er vedtaget i henhold til kapitel VII i FN-pagten.
Den efterfølgende rådgivende udtalelse (engelsk: "advisory opinion") fra Den Internationale Domstol gav udtryk for, at alle medlemsstater er forpligtet til ikke at anerkende den ulovlige situation i og omkring Østjerusalem.
De fleste nationer med ambassader i Jerusalem flyttede deres ambassader til Tel Aviv, Ramat Gan eller Herzliya efter vedtagelsen af resolution 478. Efter at Costa Rica og El Salvador ligeledes trak deres ambassader ud af Jerusalem i august 2006, var der en periode på knap 12 år, hvor intet land havde sin ambassade i Jerusalem. Præsident Trump annoncerede i december 2017, at USA ville flytte landets ambassade fra Tel Aviv til Jerusalem. USA's ambassade i Jerusalem åbnede officielt den 14. maj 2018.

## Resolutions tekst
Oversat fra den originale engelske tekst:
Sikkerhedsrådet,
Minder om resolution 476 (1980),
Bekræfter igen, at erhvervelse af territorium med magt ikke må accepteres,
Dybt bekymret over vedtagelsen af en "grundlov" [Jerusalem-loven] i det israelske Knesset, der forkynder en ændring i Den Hellige By Jerusalems karakter og status med de konsekvenser for fred og sikkerhed dette indebærer,
Der bemærkes, at Israel ikke har overholdt resolution 476 (1980),
Bekræfter sin vilje til at undersøge praktiske måder og midler i overensstemmelse med de relevante bestemmelser i De Forenede Nationers pagt for at sikre den fulde gennemførelse af sin resolution 476 (1980) i tilfælde af manglende overholdelse af Israel,
1. kritiserer på det kraftigste Israels vedtagelse af "grundloven" om Jerusalem og landets manglende efterlevelse af relevante Sikkerhedsråds resolutioner;
2. bekræfter, at Israels vedtagelse af "grundloven" udgør en overtrædelse af folkeretten og vil ikke påvirke den fremadrettede anvendelighed af Genève-konventionen vedrørende beskyttelse af civile personer i krigstid, vedtaget den 12. august 1949, i Palæstinensiske og andre arabiske territorier besat siden juni 1967, herunder Jerusalem;
3. fastslår, at alle lovgivningsmæssige og administrative foranstaltninger og handlinger truffet af Israel, besættelsesmagten, som har ændret eller påstået at ændre karakteren og status for Den Hellige By Jerusalem, og især den nylige "grundlov" om Jerusalem, er ugyldig og skal straks ophæves;
4. bekræfter også, at denne handling udgør en alvorlig hindring for at opnå en omfattende, retfærdig og varig fred i Mellemøsten;
5. beslutter ikke at anerkende "grundloven" og derpå også andre handlinger fra Israel, der som følge af denne lov forsøger at ændre Jerusalems karakter og status og opfordrer til:
a) Alle medlemsstater accepterer denne afgørelse
(b) de stater, der har etableret diplomatiske delegationer i Jerusalem, til at trække sådanne delegationer ud fra fra Den Hellige By Jerusalem;
6. anmoder generalsekretæren om at aflægge rapport til Sikkerhedsrådet om gennemførelsen af denne beslutning inden den 15. november 1980;
7. Beslutter at forblive beskæftiget af denne alvorlige situation.
Vedtaget på 2245. møde med 14 stemmer for, ingen imod og 1 hverken / eller. (USA).

## Eksterne links
- Tekst: Resolution 478 (undocs.org)
- Jerusalemloven (English translation)